# Donata Lenzi
Donata Lenzi (Bologna, 29 giugno 1956) è una politica italiana, deputato della Repubblica Italiana dal 2006 al 2018.

## Biografia
Laureatasi in giurisprudenza e dipendente bancaria, impegnata in politica con i Cristiano Sociali, è stata assessore alla sanità e servizi sociali della provincia di Bologna dal 1995 al 2004 e, da tale anno, consigliere comunale del comune di Bologna per i Democratici di Sinistra.
Viene candidata ed eletta alle elezioni politiche del 2006 alla Camera dei deputati tra le file della lista L'Ulivo nella circoscrizione XI Emilia-Romagna.
Riconfermata deputato della Repubblica Italiana alle elezioni politiche del 2008 tra le file del Partito Democratico sempre in Emilia-Romagna, nella XVI legislatura è stata eletta anche segretario dell'ufficio di presidenza del Gruppo parlamentare PD alla Camera dei deputati.
Nel dicembre 2012 si candida alle primarie del PD, in provincia di Bologna, indette per eleggere i candidati del partito al Parlamento italiano in vista delle elezioni politiche del 2013. Le primarie si svolgono il 30 dicembre 2012 e Lenzi ottiene 5.830 preferenze, posizionandosi al quinto posto su quattordici candidati in provincia di Bologna. L'8 gennaio 2013 la direzione nazionale del PD candida quindi Lenzi alla Camera dei deputati nella posizione numero quattordici della lista PD nella circoscrizione Emilia-Romagna. Alle elezioni del 24 e 25 febbraio 2013 Lenzi viene rieletta alla Camera dei deputati nelle file del Partito Democratico. Il 4 maggio 2015 è tra i parlamentari del PD che si astengono dal votare l'Italicum, la nuova legge elettorale approvata dalla Camera.
Conclude il proprio mandato parlamentare nel marzo 2018.